# Абуна Матфий
Абуна Матфий (Матиас)(в миру — Теклемариам Асрат; род. 21 января 1941, Агамэ, Эфиопская империя) — глава Эфиопской православной церкви, шестой Патриарх Абиссинский, Католикос Эфиопии.

## Биография
Родился в 1937 году по эфиопскому календарю (1941/42 в григорианском) в провинции Тыграй.
В 1957 году рукоположён в сан диакона тогдашним архиепископом Эритреи. В 1963 году принимает монашество и был рукоположён в иерейский сан. С 1971 по 1976 год служил в соборе Святой Троицы в Аддис-Абебе.
В 1978 был назначен эфиопским епископом Иерусалима. Позднее был возведён в ранг архиепископа.
В начале 1980 года выступил против коммунистического режима Дерга. После этого тринадцать лет жил в Вашингтоне. В 1992 году вернулся в Эфиопию и был назначен архиепископом Северной Америки.
В 2009 году был возвращён на Иерусалимскую кафедру.
Был избран предстоятелем Эфиопской церкви 28 февраля 2013 года, получив 500 из 806 голосов. Интронизация состоялась 3 марта в соборе Святой Троицы.